# 皂柳
皂柳（学名：Salix wallichiana）是杨柳科柳属的植物。分布在不丹、印度、尼泊尔以及中国的湖南、云南、陕西、河北、浙江、甘肃、山西、内蒙古、贵州、西藏、湖北、青海、四川等地，生长于海拔140米至4,100米的地区，多生长在林缘、山谷溪流旁或山坡，目前尚未由人工引种栽培。

## 别名
红心柳（鄂西）

## 异名
- Salix wallichiana Anderss. f. longistyla C. F. Fang
- Salix wallichiana Anderss. var. pachyclada (Levl. et Vant.) C. Wang et C. F. Fang